# Sminthurus packardi
Sminthurus packardi är en urinsektsart som beskrevs av James P. Folsom 1896. Sminthurus packardi ingår i släktet Sminthurus och familjen Sminthuridae. Inga underarter finns listade i Catalogue of Life.